# Menção nos Despachos
Menção nos Despachos (em inglês: Mentioned in Des) é um prêmio militar por bravura ou serviço louvável. O despacho é um relatório oficial de um alto comandante, geralmente de um exército, aos seus superiores, detalhando a conduta das operações militares. É bastante comum no Reino Unido e nações da Commonwealth.